# سيفرين بريمون بيلترام
سيفرين بريمون بيلترام (بالفرنسية: Séverine Beltrame)‏ هي لاعبة كرة مضرب فرنسية سابقة. في سنة 2005 تم اختيارها من قبل قائدة الفريق جورج غوفن للعب مع ماري بيرس وإميلي موريسمو وناتالي ديتشي في نصف نهائي كأس فيد.

## الخط الزمني للأداء
مفتاح
| ف | ن | ن.ن | ر.ن | د# | د.م | ل | أ.أ | ت | غ | ب | ف | ذ | م.خ | ل.ت |

(ف) فاز بالبطولة (ن) وصل النهائي (ن.ن) نصف النهائي (ر.ن) ربع النهائي (د#) الأدوار الأربعة الأولى (د.م) دور المجموعات (ل) شارك في كأس ديفيز (أ.أ) خرج من الأدوار الاولى (ت) خسر التصفيات التأهيلية (غ) غاب عن الحدث أو البطولة (ب) حصل على ميدالية برونزية (ف) حصل على ميدالية فضية (ذ) حصل على ميدالية ذهبية (م.خ) بطولة الماسترز خُفضت إلى مرتبة أقل (ل.ت) البطولة لم تعقد في السنة المعينة.
لتجنب الارتباك وازدواجية الحساب، يتم تحديث هذه المعلومات إما في نهاية البطولة، أو عندما تكون مشاركة اللاعب في البطولة قد انتهت.
| الدورة            | 2009 | 2008 | 2007 | 2006 | 2005 | 2004 | المهنة |
| ----------------- | ---- | ---- | ---- | ---- | ---- | ---- | ------ |
| أستراليا المفتوحة | د2   | د1   | د1   | د1   | د1   | غ    | 0      |
| فرنسا المفتوحة    | د1   | د1   | د1   | د1   | د2   | د1   | 0      |
| بطولة ويمبلدون    | د1   | د1   | د2   | ر.ن  | د2   | د1   | 0      |
| أمريكا المفتوحة   | د1   | د4   | د2   | د2   | د1   | د2   | 0      |
| نهائيات وصلتها    | 0    | 0    | 0    | 0    | 0    | 0    |        |
| الفوز بالدورة     | 0    | 0    | 0    | 0    | 0    | 0    |        |

## روابط خارجية
- سيفرين بريمون بيلترام على موقع رابطة محترفات التنس (الإنجليزية)
- سيفرين بريمون بيلترام على موقع الاتحاد الدولي لكرة المضرب (الإنجليزية)
- سيفرين بريمون بيلترام على موقع كأس بيلي جين كينغ (الإنجليزية)
- سيفرين بريمون بيلترام على موقع خلاصة التنس.كوم (الإنجليزية)